# Estreito-Vilar Barroco
Estreito-Vilar Barroco (oficialmente União das Freguesias de Estreito e Vilar Barroco) é uma freguesia portuguesa do município de Oleiros, com 93,51 km² de área e 834 habitantes (censo de 2021). A sua densidade populacional é 8,9 hab./km².

## História
Foi criada aquando da reorganização administrativa de 2013, resultando da agregação das antigas freguesias de Estreito e Vilar Barroco. 

## Demografia
A população registada nos censos foi:
| Distribuição da População por Grupos Etários | Distribuição da População por Grupos Etários | Distribuição da População por Grupos Etários | Distribuição da População por Grupos Etários | Distribuição da População por Grupos Etários |
| -------------------------------------------- | -------------------------------------------- | -------------------------------------------- | -------------------------------------------- | -------------------------------------------- |
| Ano                                          | 0-14 Anos                                    | 15-24 Anos                                   | 25-64 Anos                                   | > 65 Anos                                    |
| 2001                                         | 67                                           | 132                                          | 510                                          | 419                                          |
| 2011                                         | 46                                           | 61                                           | 424                                          | 480                                          |
| 2021                                         | 37                                           | 39                                           | 317                                          | 441                                          |

À data da junção das freguesias, a população registada no censo anterior foi:
| Freguesia atual          | Freguesia atual  | Freguesia atual | Freguesias antigas | Freguesias antigas | Freguesias antigas |
| Freguesia                | População (2011) | Área (km²)      | Freguesia          | População (2011)   | Área (km²)         |
| ------------------------ | ---------------- | --------------- | ------------------ | ------------------ | ------------------ |
| Estreito - Vilar Barroco | 1011             | 93,51           | Estreito           | 897                | 69,98              |
| Estreito - Vilar Barroco | 1011             | 93,51           | Vilar Barroco      | 114                | 23,54              |

## Serra do Muradal
Estreito-Vilar Barroco situa-se na Serra do Muradal, cheia de biodiversidade, apesar de ter sido bastante afetada por incêndios nos anos passados. Há vários passeios anuais pela serra.

## Lugares para visitar
- Igreja Matriz de Estreito[7]
- Serra do Muradal
- Igreja Matriz de Vilar Barroco
- Torre (Adro)
- Teares do Estreito
- Alambique
- Estádio do Ventoso

## Festas e Romarias
- N.ª Sr.ª da Penha,  Estreito - 4.º domingo de julho
- S. Sebastião, Vilar Barroco – domingo mais próximo do dia 20 de janeiro
- Divino Espírito Santo, Vilar Barroco - por ocasião do Pentecostes
- S. José e N.ª Sr.ª das Póvoas, Vidigal - 1.º domingo de agosto ou 5.º domingo de julho (anos em que julho tem 5 domingos)
- N.ª Sr.ª das Neves, Roqueiro - 1.º domingo de agosto
- N.ª Sr.ª das Candeias, Ameixoeira - 1.º fim de semana de fevereiro
- Festa de Carnaval, Mougueiras de Cima
- Festa de Pião – julho
- Festa de Bafareira – junho
- Festa do Roqueiro - 14 de agosto
- Feira de S. João, Estreito - junho (sábado a seguir ao dia de S. João)